# کرنز (یوتا)
کرنز (به انگلیسی: Kearns) یک منطقهٔ مسکونی در ایالات متحده آمریکا است که در شهرستان سالت‌لیک، یوتا واقع شده‌است. کرنز ۱۲٫۵ کیلومتر مربع مساحت و ۳۵٬۷۳۱ نفر جمعیت دارد و ۱٬۳۸۰ متر بالاتر از سطح دریا واقع شده‌است.